# Resolutie 1897 Veiligheidsraad Verenigde Naties
Resolutie 1897 van de Veiligheidsraad van de Verenigde Naties werd op 30 november 2009 unaniem door de VN-Veiligheidsraad aangenomen. Met deze resolutie werd de toestemming die eerder aan de landen was verleend om de territoriale wateren van Somalië te betreden in het kader van de strijd tegen de piraterij aldaar met 12 maanden verlengd.

## Achtergrond
In 1960 werden de voormalige kolonies Brits Somaliland en Italiaans Somaliland onafhankelijk en samengevoegd tot Somalië. In 1969 greep het leger de macht en werd Somalië een socialistisch-islamitisch land. In de jaren 1980 leidde het verzet tegen het totalitair geworden regime tot een burgeroorlog en in 1991 viel het centrale regime. Vanaf dan beheersten verschillende groeperingen elke een deel van het land en enkele delen scheurden zich ook af van Somalië. Toen milities van de Unie van Islamitische Rechtbanken de hoofdstad Mogadishu veroverden greep buurland Ethiopië in en heroverde de stad. In 2008 werd piraterij voor de kust van Somalië een groot probleem.

## Inhoud

### Waarnemingen
Piraterij en gewapende overvallen ter zee bleven de levering van hulpgoederen aan Somalië en de commerciële scheepvaart in diens regio bedreigen. Die dreiging deinde ook steeds verder uit in de Indische Oceaan.
Men erkende Somaliës soevereiniteit, maar hield ook rekening met de crisis in het land en de beperkte daadkracht van 's lands tijdelijke regering om iets aan de piraterij te doen. Die regering had daarom om internationale hulp gevraagd.
De Europese Unie was bereid haar Operatie Atalanta te verlengen tot december 2010. Verder had ook de NAVO marineschepen ter plaatse in de strijd tegen de piraten.
Naast daadkracht ontbrak het Somalië ook aan capaciteit en wetgeving om gevangen piraten te berechten en vast te houden. De inspanningen van Kenia om de berechting op zich te nemen werden geloofd, alsook internationale inspanningen om het Somalische rechtssysteem te versterken.

### Handelingen
Wederom werd de piraterij veroordeeld. Volgens een rapport van de waarnemingsgroep in Somalië liep het probleem verder uit de hand door de escalerende losgeldbetalingen en ineffectiviteit van het wapenembargo dat met resolutie 733 (1992) was ingesteld.
Alle landen en organisaties met de nodige capaciteiten werden opnieuw opgeroepen deel te nemen aan de strijd tegen de piraterij voor de kust van Somalië door militaire schepen en -vliegtuigen in te zetten en boten en wapens van piraten in beslag te nemen. Ze werden ook uitgenodigd speciale overeenkomsten te sluiten met landen die bereid waren gevangen piraten in bewaring te houden. Ze werden opnieuw voor een periode van 12 maanden toegelaten die strijd voor de kust van Somalië te vervolgen. Voorts werd opgeroepen Somalië bij te staan om betrokkenen bij piraterij te vervolgen.

## Verwante resoluties
- Resolutie 1863 Veiligheidsraad Verenigde Naties
- Resolutie 1872 Veiligheidsraad Verenigde Naties
- Resolutie 1910 Veiligheidsraad Verenigde Naties (2010)
- Resolutie 1918 Veiligheidsraad Verenigde Naties (2010)

Lijst ·  1860 ·  1861 ·  1862 ·  1863 ·  1864 ·  1865 ·  1866 ·  1867 ·  1868 ·  1869 ·  1870 ·  1871 ·  1872 ·  1873 ·  1874 ·  1875 ·  1876 ·  1877 ·  1878 ·  1879 ·  1880 ·  1881 ·  1882 ·  1883 ·  1884 ·  1885 ·  1886 ·  1887 ·  1888 ·  1889 ·  1890 ·  1891 ·  1892 ·  1893 ·  1894 ·  1895 ·  1896 ·  1897 ·  1898 ·  1899 ·  1900 ·  1901 ·  1902 ·  1903 ·  1904 ·  1905 ·  1906 ·  1907